# Croton quercetorum
Croton quercetorum är en törelväxtart som beskrevs av Léon Camille Marius Croizat. Croton quercetorum ingår i släktet Croton och familjen törelväxter. Inga underarter finns listade i Catalogue of Life.